# Malapterurus microstoma
Malapterurus microstoma is een straalvinnige vissensoort uit de familie van de siddermeervallen (Malapteruridae). De wetenschappelijke naam van de soort is voor het eerst geldig gepubliceerd in 1969 door Poll & Gosse.